# Aris Solun (vaterpolo)
Aris (grč.: Αθλητικός Σύλλογος Άρης , čit. Athlitikos Syllogos Aris) je grčki vaterpolski klub iz grada Soluna.

## Uspjesi
Grčka vaterpolska prvenstva:
- prvaci: 1928., 1929., 1930., 1932.

Grčki vaterpolski kup:
- osvajači: -